# NGC 6674
NGC 6674 is een balkspiraalstelsel in het sterrenbeeld Hercules. Het hemelobject werd op 6 juni 1864 ontdekt door de Duitse astronoom Albert Marth.

## Synoniemen
- UGC 11308
- MCG 4-44-7
- ZWG 143.8
- IRAS 18365+2519
- PGC 62178